# 塞林薩
塞林薩是哥倫比亞的城鎮，位於該國東北部，由博亞卡省負責管轄，始建於1554年1月7日，面積72平方公里，海拔高度2,819米，主要經濟活動有農業和畜牧業，2005年人口4,199。
6°00′N 72°55′W / 6.000°N 72.917°W